# الهه مادر

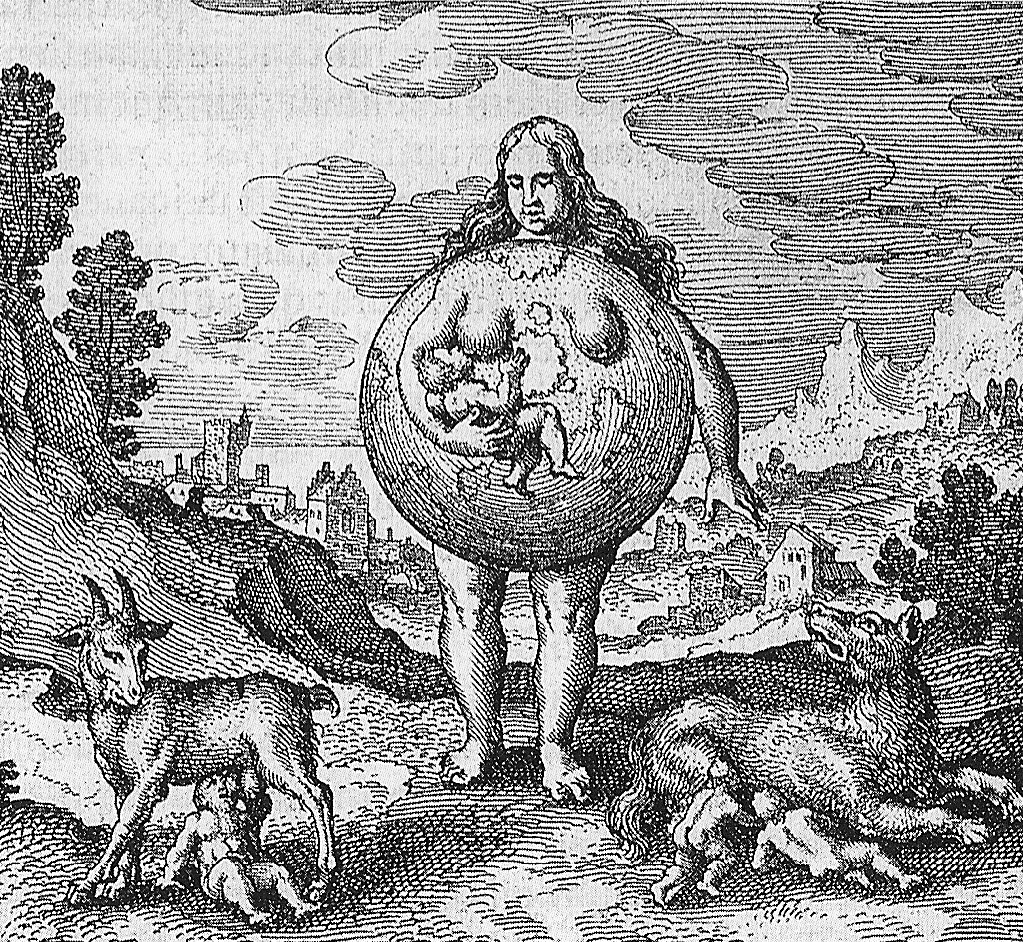
الههٔ مادر زمین در یک متنِ کیمیاگری.

الهه مادر ایزدبانو ایست که نمایانگر و تجسم بخشِ طبیعت، مادری، باروری، آفرینش، اسطوره‌های آفرینش، بلایای طبیعی و تجسمِ بخشش و سخاوتِ زمین است. گاهی نیز به آن مادرِ زمین گفته می‌شود.

## دوران پارینه سنگی
در طیِ حفاری‌های باستان شناسی از پارینه سنگی، چندین فُرمِ کوچک با حالاتِ شهوت انگیز از ونوس(ونوس ویلندورف) یافت شده‌است، که از شناخته شده‌ترین الهه‌ها در نوعِ خود می‌باشد.

## مصر باستان
در مصر باستان، الهه مادر در تصاویر کشف شده در میانِ یافته‌های باستان‌شناسی در مصر باستان وجود دارد. در این فرهنگ، الالهه‌های گونه گون بعنوانِ مادرانِ خوب کشیده شده‌اند: شیر، گاو، کرگدن، کرکس سفید، مار کبری، عقرب و همگی بر روی زمین که مادرانه آن‌ها را در بر می‌گیرد.

## بومیان قاره آمریکا
مردمان بومی در آند (رشته‌کوه) به پرستشِ الهه باروری به نامِ پاچاماما می‌پرداختند.

### اینکاها
در اساطیر اینکا، پاچاماما سرپرستی بر فرایندهای کاشت و برداشت را بر دوش داشت و نیز باعث زمین لرزه می‌شد. پس از فتحِ اینکا بوسیلهٔ کاتولیکهای اسپانیایی تصویر وی با مریم باکره پوشانده شد. اما او همچنان در آیین‌های بومی در برخی از بخش‌های آرژانتین، شیلی، بولیوی و پرو پرستش می‌شود.

### آزتک‌ها
در اساطیر آزتک، توسی مادر زمین شناخته شده‌است.

## خوانشِ بیشتر
- Marija Gimbutas (1989). The Language of the Goddess. Harpercollins. ISBN 0-06-250356-1
- Marija Gimbutas (1991). The Civilization of the Goddess. San Francisco: Harper. ISBN 0-06-250337-5.
- Neumann, Erich (1991). The Great Mother. Bollingen; Repr/7th edition. Princeton University Press, Princeton, NJ. ISBN 0-691-01780-8.
- J.F. del Giorgio (2006). The Oldest Europeans. A.J. Place. ISBN 980-6898-00-1
- Goldin, Paul R. (2002). "On the Meaning of the Name Xi wangmu, Spirit-Mother of the West." Paul R. Goldin. Journal of the American Oriental Society, Vol. 122, No. 1/January–March 2002, pp.  ۸۳–۸۵.
- Prof. P.C. Jain (2004). "Conception and Evolution of The Mother Goddess in India."
- Knauer, Elfried R. (2006). "The Queen Mother of the West: A Study of the Influence of Western Prototypes on the Iconography of the Taoist Deity." In: Contact and Exchange in the Ancient World. Ed. Victor H. Mair. University of Hawai'i Press. Pp.  62–115. ISBN ISBN 978-0-8248-2884-4; ISBN ISBN 0-8248-2884-4
- James Mellaart (1976). The Neolithic of the Near East. Macmillan. ISBN 978-0-684-14484-9
- The Wikipedia article فرضیه کورگان.
- Gavin White (2013). The Queen of Heaven, A New Interpretation of the Goddess in Ancient Near Eastern Art. Solaria. ISBN 978-0-9559037-1-7.